# Pseudosphex exsul
Pseudosphex exsul är en fjärilsart som beskrevs av Rothschild 1911. Pseudosphex exsul ingår i släktet Pseudosphex och familjen björnspinnare. Inga underarter finns listade.